# Thrips
Thrips är ett släkte av insekter som beskrevs av Carl von Linné 1758. Thrips ingår i familjen smaltripsar.

## Bildgalleri

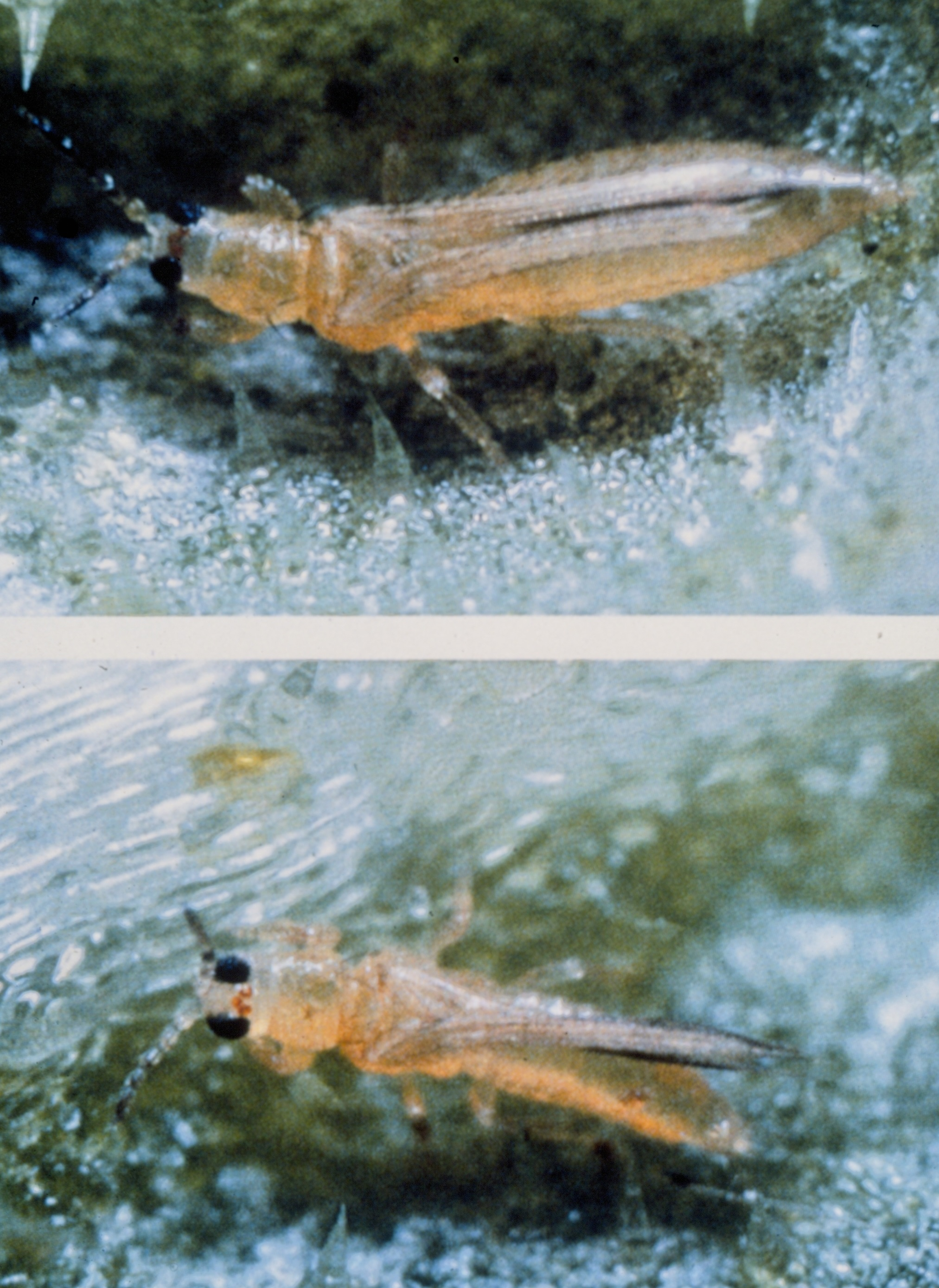
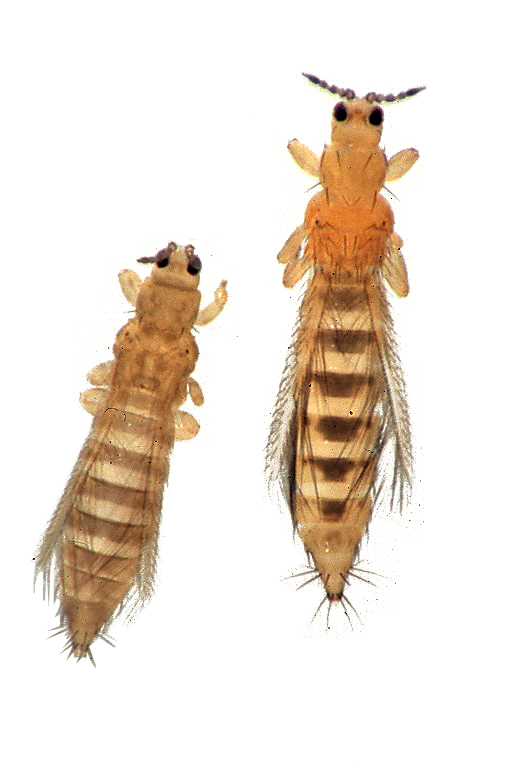

## Dottertaxa tillThrips, i alfabetisk ordning[1][2]
- Thrips acaciae
- Thrips albogilvus
- Thrips albopilosus
- Thrips alni
- Thrips alysii
- Thrips angusticeps
- Thrips atratus
- Thrips aureolariae
- Thrips aureus
- Thrips aurulentus
- Thrips australis
- Thrips brevialatus
- Thrips brevicornis
- Thrips brevipilosus
- Thrips calcaratus
- Thrips crawfordi
- Thrips dilatatus
- Thrips discolor
- Thrips distinctus
- Thrips fallaciosus
- Thrips flavus
- Thrips florum
- Thrips frosti
- Thrips fulvipes
- Thrips funebris
- Thrips fuscipennis
- Thrips gracilis
- Thrips gramineae
- Thrips hawaiiensis
- Thrips helianthi
- Thrips helvolus
- Thrips heraclei
- Thrips herricki
- Thrips idahoensis
- Thrips impar
- Thrips intricatus
- Thrips italicus
- Thrips juniperinus
- Thrips konoi
- Thrips madronii
- Thrips magnus
- Thrips major
- Thrips mareoticus
- Thrips meridionalis
- Thrips microchaetus
- Thrips minutissimus
- Thrips monotropae
- Thrips mucidus
- Thrips nelsoni
- Thrips nigropilosus
- Thrips orientalis
- Thrips pallicornis
- Thrips pallidicollis
- Thrips palmi
- Thrips paramadronii
- Thrips pauciporus
- Thrips pectinatus
- Thrips physapus
- Thrips pillichi
- Thrips pini
- Thrips pruni
- Thrips pseudoflavus
- Thrips quinciensis
- Thrips sierrensis
- Thrips sieversiae
- Thrips simplex
- Thrips simulator
- Thrips spadix
- Thrips spinosus
- Thrips stannardi
- Thrips sylvanus
- Thrips tabaci
- Thrips tenellus
- Thrips thalictri
- Thrips trehernei
- Thrips tripartitus
- Thrips urticae
- Thrips validus
- Thrips varipes
- Thrips viminalis
- Thrips winnemanae
- Thrips vulgatissimus